# Jirón Rufino Torrico
El jirón Rufino Torrico, anteriormente conocido como jirón Arica, es una calle importante del Damero de Pizarro, ubicada en el centro histórico de Lima, en la ciudad de Lima, capital del Perú. La calle comienza antes de su intersección con el jirón Conde de Superunda, paralela a la Prolongación Tacna, y continúa hasta llegar a la avenida Inca Garcilaso de la Vega.

## Historia
El camino que hoy constituye la calle fue trazado por Francisco Pizarro cuando fundó la ciudad de Lima el 18 de enero de 1535. En 1862, cuando se adoptó una nueva nomenclatura urbana, la vía recibió el nombre de jirón Arica, en honor a la provincia homónima.  Antes de este cambio de denominación, cada cuadra tenía un nombre único:
- Cuadra 1: [La] Toma, después de la desembocadura de la toma de agua allí ubicada.[2]
- Cuadra 2: [La] Palma, por razones no claras.[3]
- Cuadra 3: Panteoncito, después de un cementerio de la época española o precolombina.[3]
- Cuadra 4: Nápoles, después de Juan de Nápoles, según Pedro Gálvez.[4]
- Cuadra 5: Belaochaga, en honor a un residente cuya identidad está en disputa.[5]
- Cuadra 6: Sacristía de San Marcelo, tras el establecimiento religioso del mismo nombre.[6]
- Cuadra 7: Bravo, en honor al dueño de una panadería que se incendió el 30 de junio de 1797, donde murieron 19 personas.[7]
- Cuadra 8: [La] Salud. Ubicada junto a la Plaza Elguera (antiguamente del mismo nombre), su etimología es incierta.[8]
- Cuadra 10, entre las cuadras 11-12: Callejón de La Recoleta, después de la Plaza de la Recoleta, que conecta con la Plaza Elguera.[9]

En el siglo XVII se fundó en el lado sur del primer bloque el Colegio de Santo Tomás de Aquino.
En Belaochaga 142 se encontraba la supuesta residencia de Georgina Hubner, la falsa admiradora de Juan Ramón Jiménez, ideada por los jóvenes poetas limeños José Gálvez y Carlos Rodríguez Hübner. El engaño ha sido novelado por Juan Gómez Bárcena, en El cielo de Lima (1904).
Entre 1912 y 1913 se construyó en la esquina de la calle con el jirón Ica, frente al Teatro Municipal, la Casa Fernandini, un edificio Art Nouveau diseñado por el arquitecto francés Claude Sahut.
El Edificio Santo Toribio fue construido en la intersección de la calle con el jirón Huancavelica en 1923 por Fred T. Ley & Cía, empresa norteamericana. La obra de tres pisos y 925,30 m2 forma parte del conjunto de proyectos inmobiliarios emprendidos por el arzobispo de Lima, Emilio Lissón, en la década de 1920 para fortalecer las actividades económicas de la arquidiócesis.
El 2 de enero de 1935 se produjo un violento accidente en la esquina de la calle con el jirón Callao, cuando Carlos González Crusalegui fue atropellado por un camión cisterna que viró violentamente para evitar chocar de frente con otro camión cisterna. González, quien fue arrojado violentamente contra un muro, fue llevado al cercano Hospital de Asistencia Pública, siendo luego trasladado a la Clínica Villarán y finalmente al Hospital Nacional Dos de Mayo.
En 2016, la calle fue cerrada debido a la acreditación de Pedro Pablo Kuczynski como presidente del Perú.
En 2021 se iniciaron las obras de peatonalización de la calle, así como del resto del centro histórico. La segunda fase de las obras se inició en 2022.